# Cinq Jours sans Nora
Pour plus de détails, voir Fiche technique et Distribution.
Cinq Jours sans Nora (Cinco días sin Nora) est un film mexicain réalisé par Mariana Chenillo, sorti en 2008.

## Synopsis
Sur le point de mourir, Nora organise les choses pour que José, son ex-mari, se charge de la veillée funèbre. Faille dans son organisation, on retrouve une une photo mystérieuse oubliée sous le lit, ce qui provoque un dénouement inattendu. Les plus grandes histoires d'amour se cachent dans les plus petits endroits.

## Fiche technique
- Titre original : Cinco días sin Nora
- Titre français : Cinq Jours sans Nora
- Réalisation : Mariana Chenillo
- Scénario : Mariana Chenillo
- Production : Cacerola Films et Foprocine
- Photographie : Alberto Anaya Adalid
- Montage : Mariana Chenillo et Óscar Figueroa
- Musique : Dario González Valderrama
- Pays d'origine : Mexique
- Genre : comédie dramatique
- Date de sortie : 2008

## Distribution
- Fernando Luján : José Kurtz
- Marina de Tavira : la jeune Nora Kurtz
- Verónica Langer : Tante Leah
- Martin LaSalle : Rabbi Kolatch
- Silvia Mariscal (en) : Nora Kurtz
- Juan Pablo Medina : le jeune José Kurtz
- Cecilia Suárez : Bárbara Kurtz
- Ari Brickman (es) : Rubén Kurtz
- Enrique Arreola
- Max Kerlow
- Juan Carlos Colombo (en) : Alberto Nurko
- Angelina Peláez (es)
- Rodrigo Cachero (es)

## Récompense
Le film a reçu le Prix du public parmi les longs-métrages mexicains présentés au Festival international du film de Morelia en 2008.